# العلاقات البوسنية العراقية
العلاقات البوسنية العراقية هي العلاقات الثنائية التي تجمع بين البوسنة والهرسك والعراق.

## مقارنة بين البلدين
هذه مقارنة عامة ومرجعية للدولتين:
| وجه المقارنة                                              | البوسنة والهرسك                                             | العراق                       |
| --------------------------------------------------------- | ----------------------------------------------------------- | ---------------------------- |
| المساحة (كم2)                                             | 51.20 ألف                                                   | 437.07 ألف                   |
| عدد السكان (نسمة)                                         | 3.51 مليون                                                  | 38.27 مليون                  |
| الكثافة السكانية (ن./كم²)                                 | 68.55                                                       | 87.56                        |
| العاصمة                                                   | سراييفو                                                     | بغداد                        |
| اللغة الرسمية                                             | اللغة البوسنوية، اللغة الكرواتية، اللغة الصربية             | اللغة العربية، اللغة الكردية |
| العملة                                                    | مارك بوسني                                                  | دينار عراقي                  |
| الناتج المحلي الإجمالي (بليون دولار)                      | 18.17 مليار                                                 | 197.72 مليار                 |
| الناتج المحلي الإجمالي (تعادل القوة الشرائية) بليون دولار | 41.35 مليار                                                 | 560.73 مليار                 |
| الناتج المحلي الإجمالي الاسمي للفرد دولار أمريكي          | 4.25 ألف                                                    | 4.94 ألف                     |
| الناتج المحلي الإجمالي للفرد دولار أمريكي                 | 10.43 ألف                                                   | 15.06 ألف                    |
| مؤشر التنمية البشرية                                      | 0.733                                                       | 0.654                        |
| رمز المكالمات الدولي                                      | +387                                                        | +964                         |
| رمز الإنترنت                                              | .ba                                                         | .iq                          |
| المنطقة الزمنية                                           | توقيت وسط أوروبا، ت ع م+01:00، ت ع م+02:00، أوروبا/سراييفو ‏ | ت ع م+03:00، ت ع م+04:00     |

## منظمات دولية مشتركة
يشترك البلدان في عضوية مجموعة من المنظمات الدولية، منها:
| علم المنظمة | اسم المنظمة                        | تاريخ انضمام البوسنة والهرسك | تاريخ انضمام العراق |
| ----------- | ---------------------------------- | ---------------------------- | ------------------- |
|             | مؤسسة التنمية الدولية              | 25 فبراير 1993               | 29 ديسمبر 1960      |
|             | يونسكو                             | 2 يونيو 1993                 | 21 أكتوبر 1948      |
|             | وكالة ضمان الاستثمار متعدد الأطراف | 19 مارس 1993                 | 6 أكتوبر 2008       |
|             | الأمم المتحدة                      | 22 مايو 1992                 | 21 ديسمبر 1945      |
|             | الاتحاد البريدي العالمي            | ?                            | ?                   |
|             | البنك الدولي للإنشاء والتعمير      | 25 فبراير 1993               | 27 ديسمبر 1945      |
|             | الاتحاد الدولي للاتصالات           | 20 أكتوبر 1992               | 12 نوفمبر 1928      |
|             | منظمة حظر الأسلحة الكيميائية       | ?                            | ?                   |
|             | مؤسسة التمويل الدولية              | 25 فبراير 1993               | 27 ديسمبر 1956      |
|             | منظمة الشرطة الجنائية الدولية      | ?                            | ?                   |

## وصلات خارجية
- موقع وزارة الخارجية البوسنية
- موقع وزارة الخارجية العراقية